# ピアノソナタ第19番 (ベートーヴェン)
ピアノソナタ第19番（ピアノソナタだいじゅうきゅうばん）ト短調 作品49-1は、ルートヴィヒ・ヴァン・ベートーヴェンが作曲したピアノソナタ。

## 概要
このソナタと第20番のピアノソナタは、作品49としてまとめられて1805年1月にウィーンの美術工芸社から出版された。楽想が最初に書き留められたのは1795年から1796年にかけての時期であったと、大英博物館所蔵のスケッチブックを根拠に推測されている。全曲の完成は1798年であると考えられているが、その後ベートーヴェンの弟であるカスパーが独断で出版社にかけあって世に出されたとされる。
作品49の初版譜に記されている「2つのやさしいソナタ（Deux Sonates Faciles）」という題名が示すとおり、曲は内容や演奏の平易なことから弟子の練習曲として書かれたものと思われる。今日においてもピアノ学習者の初歩の教材として頻繁に取り上げられているが、作品49の2曲がたたえる豊かな内容は芸術作品への導入として今なお広く用いられるべきものであるといえる。

## 楽曲構成

### 第1楽章
Andante 2/4拍子 ト短調
ソナタ形式。曲は陰鬱な調子の第1主題によって幕を開ける（譜例1）。
譜例1
簡潔な経過句に続いて変ロ長調で譜例2の第2主題が現れる。
譜例2
コデッタでは譜例2の冒頭が回想される。提示部が反復されると譜例2の冒頭がトリルを伴ってユニゾンで奏され、展開部が開始される。新しい素材とその変奏に続き、第2主題が次々転調を重ねて緊張感が高まり第1主題の再現へと移行する。ト短調で再現された第1主題は繰り返される際に主題を低音部に置き、高音部で対位法的な音型を奏でることで変化を出している。第2主題はト短調で再現され、同じ主題を用いたコーダが奏されて静かに楽章を終える。

### 第2楽章
Rondo. Allegro 6/8拍子 ト長調
スタッカートを付された元気のよい譜例3に始まる。4小節のエピソードを挟んで譜例3が1オクターヴ高く繰り返されることで、三部形式となったロンド主題を形成する。
譜例3
ユニゾンの導入からやや厳しい表情の経過部となる（譜例4）。
譜例4
落ち着きを取り戻してドルチェで奏される変ロ長調の主題は譜例4から導かれている（譜例5）。美しい和声の妙を見せながら譜例5が繰り返され、再びユニゾンの導入から譜例4が現れる。
譜例5
主調でのロンド主題の再現へと続き、ややメカニカルな対位法的処理を挟んでト長調での譜例5の再現となる。譜例3が再度奏されてクライマックスとなり、その頂点でフェルマータによる余韻が生み出される。コーダは譜例3に基づき、声部が呼応し合って爽やかに全曲の幕切れとなる。